# Cheniseo
Cheniseo es un género de arañas araneomorfas de la familia Linyphiidae. Se encuentra en Norteamérica.

## Lista de especies
Según The World Spider Catalog 12.0:
- Cheniseo fabulosa Bishop & Crosby, 1935
- Cheniseo faceta Bishop & Crosby, 1935
- Cheniseo recurvata (Banks, 1900)
- Cheniseo sphagnicultor Bishop & Crosby, 1935